# Klarna
Klarna ist ein schwedischer Zahlungsanbieter mit Hauptsitz in Stockholm. Das Unternehmen wurde 2005 gegründet und bietet Zahlungsmöglichkeiten im Bereich E-Commerce an. Es beschäftigt nach eigenen Angaben 5000 Mitarbeiter (Stand 2022). Im Jahr 2019 setzte Klarna 11,03 Milliarden Schwedische Kronen um. Klarna hat seit 2017 eine Banklizenz der schwedischen Bankenaufsicht.

## Unternehmensgeschichte

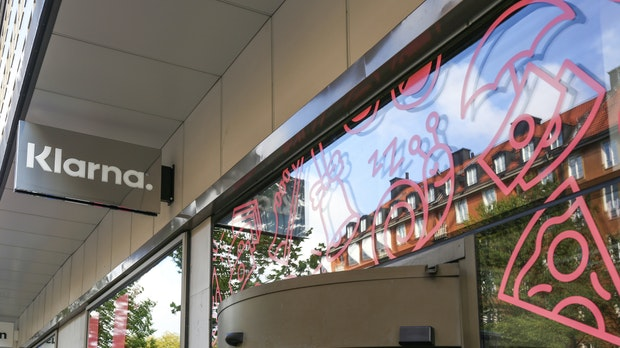
Klarna-Hauptsitz in Stockholm, Schweden

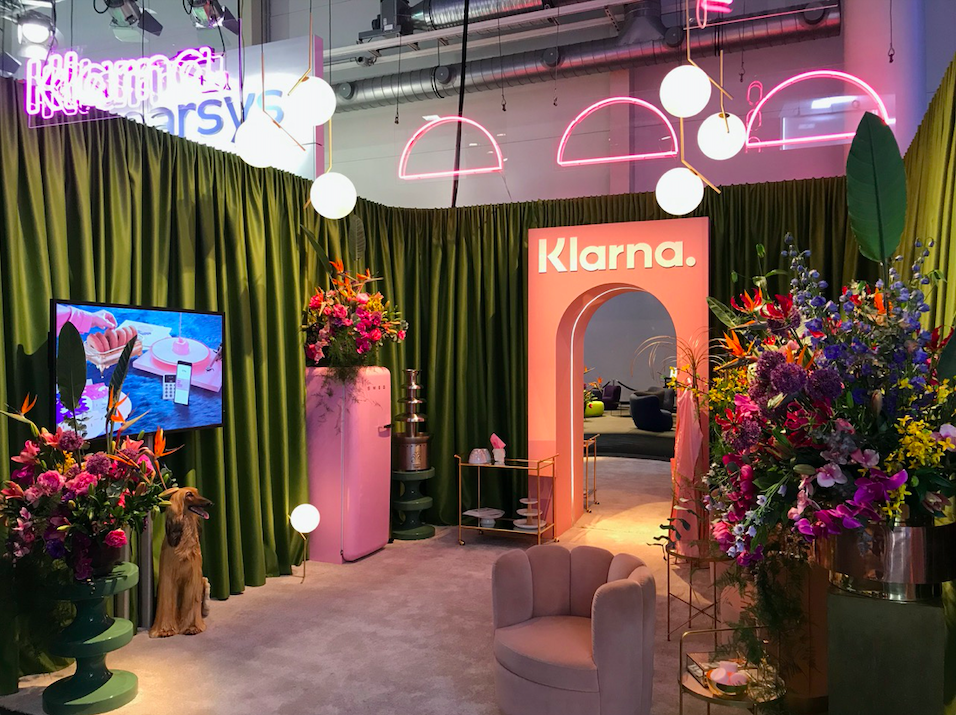
Klarna auf dem Online Marketing Rockstars Festival 2019

Die drei Klarna-Gründer Sebastian Siemiatkowski, Niklas Adalberth und Victor Jacobsson entwickelten ein Konzept zur Abwicklung von Online-Käufen im Rahmen von Factoring-Dienstleistungen, das sie erstmals im Jahr 2005 beim Entrepreneurship Award der Handelshochschule Stockholm vorstellten. Bei diesem Wettbewerb wurde ihre Idee jedoch nicht positiv aufgenommen und sie landeten auf einem der letzten Plätze. Trotzdem entschieden sich die Initiatoren noch im selben Jahr für die Gründung des Unternehmens Kreditor in Schweden. Ende 2007 investierte das Venture Capital-Unternehmen Investment AB Öresund in Kreditor. Im Jahr 2008 begann Kreditor seine Dienste in Norwegen, Finnland und Dänemark anzubieten.
2009 wurde Kreditor in Klarna umbenannt. 2010 wurde das Angebot auf Deutschland und die Niederlande ausgeweitet, und das in San Francisco ansässige Unternehmen Sequoia Capital stieg als größter alleiniger Anteilseigner bei Klarna ein. Klarna erhöhte seine Umsätze um über 80 % auf 54 Millionen US-Dollar (~392 Mio. SEK).
Anfang des Jahres 2011 führte das britische Magazin The Daily Telegraph Klarna als eines der hundert vielversprechendsten jungen Tech-Unternehmen auf. Im Mai 2011 übernahm Klarna das in Europa, Israel und den USA operierende Unternehmen Analyzd. Das Unternehmen ist auf Risikomanagement und Onlinezahlungen spezialisiert und seine Gründer arbeiteten zuvor bei PayPal. Im Dezember 2011 wurde bekannt, dass Klarna nach einer neuen Finanzierungsrunde mehr als 115 Millionen Euro einsammeln konnte. Die Runde, geführt von General Atlantic und Yuri Milner (DST Global), diente der weiteren internationalen Expansion des Unternehmens.
2012 begann Klarna, seinen Dienst in Österreich anzubieten. Im Mai 2012 teilte Klarna mit, dass der internationale Investor Atomico als Finanzier gewonnen werden konnte. Im Jahr 2013 erwarb Klarna den deutschen Bezahldienst Sofort. Somit nahm Klarna Direktüberweisungen in das Produktportfolio auf und ist in Deutschland für sogenannte Sofortüberweisungen bekannt.
Im Jahr 2017 erwarb das Unternehmen den britischen Zahlungsdienst BillPay, wodurch auch die Gesamtzahl von 12 Millionen Kunden in Deutschland, Österreich, der Schweiz und den Niederlanden übernommen wurde. Die Marke BillPay soll mit der Zeit aufgegeben werden. Der Kaufpreis für BillPay wurde offiziell nicht genannt, nach Informationen der Financial Times lag er bei 60 Millionen Pfund (rund 69,5 Millionen Euro). Klarna kaufte BillPay dem Unternehmen Wonga ab. Das wiederum hatte BillPay 2013 von der Berliner Start-up-Fabrik Rocket Internet übernommen. Im August 2017 startete Klarna „Wavy“, eine App für kostenlose Euro-Überweisungen.
Seit Oktober 2018 kooperiert Klarna mit H&M. Der Modehändler beteiligte sich mit rund 18 Millionen Euro (Anteil von ca. 1 %) an Klarna. Im Januar 2019 wurde bekannt, dass Snoop Dogg als Werbeträger und Investor gewonnen werden konnte. Im März 2019 gab Klarna bekannt, seine Schnittstellen zu Bankkonten über eine Open-Banking-Plattform anderen Firmen zur Verfügung zu stellen. Seit April 2019 bietet Klarna eine Authentifizierungsplattform mit verschiedenen Methoden zur Nutzeridentifikation an und bietet in Kooperation mit der Kreditkartengesellschaft Visa eine eigene Kreditkarte in Deutschland an. Seit Mai 2019 arbeitet Klarna mit dem chinesischen Online-Bezahlsystem Alipay sowie dem niederländischen Zahlungsdienstleister Adyen zusammen, um auch auf der Handelsplattform AliExpress den Kauf auf Rechnung anzubieten. Seit dem Juli 2019 kann Klarna in Deutschland auch mit Apples kontaktlosem Bezahlsystem Apple Pay verknüpft werden. Im Mai 2019 gingen Klarna und Hood.de eine Partnerschaft ein, die es Hood.de-Kunden ermöglicht, auf Raten oder per Rechnung zu bezahlen. Bei einer Finanzierungsrunde im August 2019 erhielt Klarna 412 Millionen Dollar. Das Unternehmen wurde mit 5,5 Milliarden Dollar bewertet. Im März 2020 beteiligte sich Ant Financial, ein Tochterunternehmen der chinesischen Alibaba Group, an Klarna. Diese Minderheitsbeteiligung soll laut Reuters bei 1 % liegen. Seit Juni 2020 bietet Klarna in Deutschland auch Geldanlagen für Sparer an. Im September 2020 gab Klarna eine Kapitalerhöhung um 650 Millionen Dollar bekannt. Im Zuge dieser Finanzierung stieg die Bewertung des Unternehmens auf 10,65 Milliarden Dollar. Damit ist Klarna das am höchsten bewertete nicht börsennotierte FinTech-Unternehmen in Europa und steht nun weltweit an vierter Stelle.
Im Jahr 2021 wurde der Mobile-Wallet-Anbieter Stocard übernommen, und dessen Kundenkartenfunktion im Jahr 2022 in die eigene App integriert. Im Mai 2021 kam es zu einem technischen Fehler, der dazu führte, dass fremde Nutzer sensible Daten anderer Nutzer einsehen konnten. Laut Klarna waren ca. 9.500 Nutzer betroffen. Die Einschätzung weicht von der vorherigen Schätzung von ca. 90.000 Betroffenen ab. Das Problem ist laut Klarna nach einem Tag behoben worden.
Im Oktober 2022 führte Klarna die Creator App in Deutschland ein. Mittels Instant-Messaging-Tools, einer Gifting-Funktion und flexiblen Provisionen soll die Plattform zur nahtlosen Zusammenarbeit zwischen den Unternehmen und Creators beitragen. Die Handelsunternehmen erhalten zudem auch Echtzeitdaten zu Traffic und Umsätzen.
Während der COVID-19-Pandemie stieg die Bewertung des Unternehmens bis auf 45,6 Milliarden Dollar. Im Juli 2022 wurde es nur noch mit 6,7 Milliarden Dollar bewertet. Damit ist es von der Nummer eins der wertvollsten Fintechs auf Platz acht abgerutscht, die Bewertung um 85 Prozent eingebrochen.

## Geschäftsmodell

### Für Verbraucher
Endverbrauchern ermöglicht Klarna, ihre im Internet bestellte Ware mittels Rechnung, Sofortüberweisung oder Ratenkauf zu bezahlen. Beim Rechnungskauf in Onlineshops erhalten Verbraucher die Ware vor Zahlung, was zwar für die Verbraucher Sicherheit bedeutet, für Händler aber mit dem Risiko des Zahlungsausfalls verbunden ist. Anbieter wie Klarna ermöglichen Kunden den Rechnungskauf und garantieren den Händlern die Zahlung. Bei einer Sofortüberweisung bezahlen Kunden sofort im Zuge der Bestellung. Danach erhalten sie ihre Ware. Der Ratenkauf ermöglicht es Verbrauchern, den fälligen Betrag in mehrere Raten aufzuteilen und diese über einen längeren Zeitraum hinweg zu zahlen. Der Ratenkauf von Klarna unterscheidet sich nicht von einer klassischen Ratenzahlung. Hier wird die Ratenzahlung jedoch nicht über eine dritte, mit einem Shop zusammenarbeitende Bank durchgeführt, sondern über Klarna selbst.

### Für Händler
Klarna erlaubt Händlern einerseits, Rechnung, Sofortüberweisung und Ratenzahlung als Zahlungsmethoden in ihren Onlineshop zu integrieren. Dabei übernimmt das Unternehmen das Betrugs- und Ausfallrisiko. Das bedeutet, dass Klarna Shop-Betreibern den offenen Rechnungsbetrag bezahlt, sollte ein Verbraucher seine Rechnung nicht innerhalb der Frist beglichen haben. Dies gilt auch für Betrugsfälle. Andererseits bietet Klarna Onlineshops ein System – den sogenannten Klarna Checkout – an, bei dem die Bestellung mit nur wenigen Klicks abgeschlossen werden kann. Sofern der Endverbraucher schon einmal mit Klarna bezahlt hat, sind Angaben wie Rechnungsadresse oder Geburtsdatum bereits hinterlegt und müssen nicht mehr manuell eingegeben werden. Es reicht aus, wenn Verbraucher ihre E-Mail-Adresse und ihre Postleitzahl eingeben.

## Kritik
Neben der Kritik an und den Problemen mit Sofortüberweisung gibt es weitere Kritik:

### Probleme beim Rechnungskauf
Da die Verkäufer beim Rechnungskauf die Zahlungsforderungen im Rahmen des Factoring an Klarna abtreten, nehmen die Verbraucher die Rolle des Debitors gegenüber Klarna ein. Hierbei kam es in der Vergangenheit zu Problemen, wenn die Rechnung seitens Klarna früher eintraf als eine verspätete Sendung des Verkäufers: „Wer darauf nicht reagierte, erhielt – selbst ohne Ware – eine kostenpflichtige Mahnung“.
Auch bei Retouren wurden teilweise Mahngebühren erhoben, sofern die Bearbeitung bzw. die Verbuchung einer Rücksendung seitens der Händler etwas längere Zeit in Anspruch nahm. Um nicht in Zahlungsverzug zu geraten, hätten Kunden die „Zahlungsfrist verlängern“ oder gleich „bezahlen“ müssen. Laut der Verbraucherzentrale Nordrhein-Westfalen ließ sich in diesem Fall zwar später „bei Klarna ein ‚Erstattungs-Formular‘ ausfüllen“, jedoch werde durch diese Praxis „der Rechnungskauf aus Verbrauchersicht ad absurdum geführt: für Waren zahlen, die man definitiv nicht behalten will.“
Zudem wurde darauf hingewiesen, dass Verbraucher bei nicht fristgerechter Zahlung durch Klarna vertraglich bereits ohne weitere Mahnung in Verzug gesetzt würden und dass daher schnell Mahngebühren anfallen könnten.
Im Jahr 2018 kam es zu einer „Welle von Fake-E-Mails“ mit scheinbaren Mahnungen von Klarna, die eine gefährliche Schadsoftware im Anhang enthielten. Klarna empfahl daraufhin, verdächtige Rechnungen mit der genauen Rechnungsauflistung des jeweiligen Kundenaccounts auf klarna.de oder in der Klarna-App abzugleichen.
2022 entschied das Amtsgericht Bremerhaven, dass Klarna für eine Mahnung per E-Mail keine Pauschale von 1,20 € verlangen kann, weil Klarna keine dementsprechenden Kosten vorgetragen hatte. Der Schaden für die Verbraucher durch unberechtigte Mahngebühren wird auf 10,8 Mio. € pro Jahr geschätzt, seitens Klarna wird diese Summe als zu hoch dementiert.
Verbraucherzentralen berichteten über Mehraufwand für die Kunden durch die automatisierten Prozesse von Klarna. So würden schon kleinste Abweichungen beim Verwendungszweck dazu führen, dass geleistete Zahlungen zurückgebucht werden. Eine Kontaktaufnahme mit dem Kundendienst löse das Problem häufig nicht. Stattdessen erfolge ein Mahnprozess, wobei der Verbraucher dessen Gebühren zu tragen habe.
Da bei der Registrierung nur wenige Daten abgefragt werden, die zudem nicht systematisch überprüft werden, kam es bereits zu Identitätsdiebstählen. Die Betroffenen erfahren davon regelmäßig erst durch das eingeleitete Mahnverfahren. In dem Fall können sich die Betroffenen nur an Klarna wenden, wobei die Kontaktaufnahme vielfach als zeitaufwendig kritisiert wird.

### Entlassungswelle
Anfang 2022 gab Mitbegründer Sebastian Siemiatkowski bekannt, dass das Unternehmen über 700 seiner damals mehr als 7000 Mitarbeiter weltweit entlassen würde, darunter auch neu eingestellte Mitarbeiter. Im Mai dieses Jahres wurde die Durchführung von einigen der entlassenen Mitarbeiter als „chaotisch“ bezeichnet. Eine weitere Kontroverse wurde dadurch ausgelöst, dass Siemiatkowski eine Liste der entlassenen Mitarbeiter auf LinkedIn veröffentlichte, was als „unanständig“ kritisiert wurde.